# Pedicularis ochiaiana
Pedicularis ochiaiana är en snyltrotsväxtart som beskrevs av Tomitaro Makino. Pedicularis ochiaiana ingår i släktet spiror, och familjen snyltrotsväxter. Inga underarter finns listade i Catalogue of Life.